# Jean Servais (comédien)
Pour les articles homonymes, voir Jean Servais et Servais (homonymie).
 (juin 2019).
Si vous disposez d'ouvrages ou d'articles de référence ou si vous connaissez des sites web de qualité traitant du thème abordé ici, merci de compléter l'article en donnant les références utiles à sa vérifiabilité et en les liant à la section « Notes et références ».
Jean Servais, né le 24 septembre 1912 à Anvers et mort le 17 février 1976 à Paris, est un comédien belge.

## Biographie
Après des études de droit, Jean Servais s'inscrit au Conservatoire d'art dramatique de Bruxelles où il remporte le deuxième prix. Son talent dramatique est remarqué par Raymond Rouleau et il est embauché par le Théâtre du Marais pour lequel il joue dans Le Mal de jeunesse, un succès à Bruxelles et à Paris. Il intègre ensuite la troupe de théâtre de Jean-Louis Barrault et Madeleine Renaud.
Criminel de Jack Forrester (1932) est le premier film dans lequel il tourne. Pendant les années 1930, il interprète Marius dans Les Misérables (1934), adaptation en trois films de Raymond Bernard, il joue dans La Chanson de l'adieu (1934) et dans La vie est magnifique (1938).
Lié à Maria Casarès, elle le quitte pour Albert Camus.
Il épouse la comédienne Dominique Blanchar en 1952, mais leur union ne dure que quelques mois.
Après la Seconde Guerre mondiale, il retrouve la troupe Renaud-Barrault pour quelques drames comme La Répétition ou l'amour puni (1950), Volpone (1955) et Marat-Sade (1966).
Au cinéma, il tourne dans La Danse de mort de Marcel Cravenne (1948). Il est le narrateur dont la voix guide les spectateurs dans Le Plaisir de Max Ophüls (1952) ; il est impressionnant dans le rôle d'un truand en bout de course dans Du rififi chez les hommes de Jules Dassin (1955) ; il incarne Alejandro Gual dans La fièvre monte à El Pao de Luis Buñuel (1959).

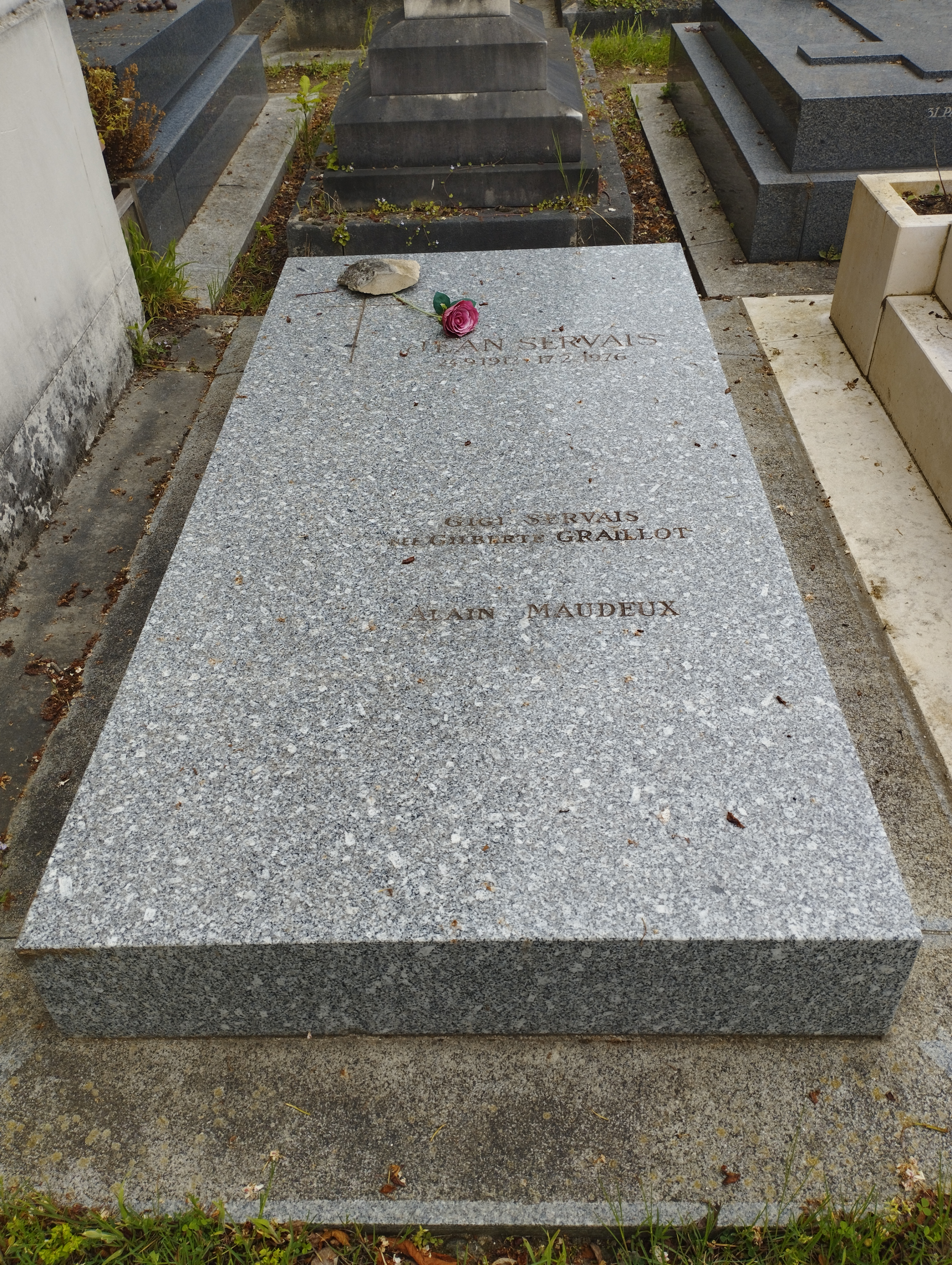
Tombe de Jean Servais au cimetière de Passy (division 8).

Durant les années 1960, Servais tient des rôles secondaires dans des films grand public comme Le Jour le plus long (The Longest Day) (1962) et dans L'Homme de Rio (1964). Il continue de tourner pendant les années 1970 : on le voit notamment dans La Plus Longue Nuit du diable, un film d'horreur italo-belge (1971) et dans Le Protecteur, qui relate l'histoire d'un père qui essaie de sortir sa fille du milieu de la prostitution (1974).
Jean Servais meurt d’un arrêt cardiaque le 17 février 1976 au no 6, rue de Richemont dans le 13e arrondissement, à l'âge de 63 ans, alors qu’il vient de subir une opération. Il est inhumé au cimetière parisien de Passy (division 8).

## Filmographie

### Cinéma
- 1932 : Mater dolorosa d'Abel Gance
- 1932 : Criminel, de Jack Forrester : Bob Graham
- 1933 : La Voix sans visage, de Léo Mittler : Gérard
- 1934 : Les Misérables de Raymond Bernard : Marius Pontmercy
- 1934 : Dernière heure, de Jean Bernard-Derosne : Jean Benoit
- 1934 : Angèle, de Marcel Pagnol : Albin
- 1934 : La Chanson de l'adieu, de Géza von Bolváry et Albert Valentin : Frédéric Chopin
- 1934 : Jeunesse, de Georges Lacombe : Pierre
- 1934 : Amok, de Fédor Ozep : Jan
- 1935 : Bourrasque, de Pierre Billon : Marcel Bardet
- 1935 : Une fille à papa, de René Guissart
- 1936 : Valse éternelle, de Max Neufeld : Pierre Kramer
- 1936 : Les Réprouvés, de Jacques Séverac : Prieur
- 1936 : Rose ou Les Quatre Roues de la fortune, de Raymond Rouleau : Jean Sergent
- 1936 : Gigolette, d'Yvan Noé : Dr. Jacques Bernais
- 1937 : Police mondaine, de Michel Bernheim et Christian Chamborant : Philippe Dancourt
- 1938 : La vie est magnifique, de Maurice Cloche : Paul
- 1938 : Terre de feu de Marcel L'Herbier : Maxime
- 1939 : Terra di fuoco de Giorgio Ferroni et Marcel L'Herbier, version italienne du précédent : Maxime
- 1939 : L'Étrange nuit de Noël, d'Yvan Noé : Dr. Maire
- 1939 : Quartier sans soleil, de Dimitri Kirsanoff : Jo
- 1940 : Ceux du ciel, d'Yvan Noé : Monval
- 1940 : Finance noire ou Guet-apens dans la forêt, de Félix Gandéra : François Carré
- 1941 : Fromont jeune et Risler aîné, de Léon Mathot : Fromont jeune
- 1942 : Mahlia la métisse, de Walter Kapps : Henri de Roussière
- 1942 : Patricia, de Paul Mesnier : Fabien
- 1943 : Tornavara, de Jean Dréville : Anders
- 1943 : La Vie de plaisir, d'Albert Valentin : Vicomte Roland de la Chaume
- 1946 : La Septième Porte d'André Zwobada : Le chauffeur de car
- 1946 : La Danse de mort de Marcel Cravenne : Kurt
- 1948 : Amants sans amour (Amanti senza amore), de Gianni Franciolini : Enrico Miller
- 1948 : La terre tremble (La Terra trema), de Luchino Visconti (voix off)
- 1948 : Une si jolie petite plage, d'Yves Allégret : Fred
- 1949 : Mademoiselle de La Ferté, de Roger Dallier : Lord Osborne
- 1949 : Le Furet, de Raymond Leboursier : Stadler
- 1950 : Le Château de verre, de René Clément : Laurent Bertal
- 1950 : Gauguin, d'Alain Resnais : (voix off)
- 1951 : Toulouse Lautrec, de Robert Hessens : (voix off)
- 1952 : Loguivy-de-la-Mer, de Pierre Gout : (voix off)
- 1952 : Le Plaisir, de Max Ophüls : L'ami de Jean
- 1953 : Tourbillon ou Tourbillon des passions, d'Alfred Rode : Fred Maurin
- 1953 : Les Crimes de l'amour, sketch Mina de Vanghel de Maurice Clavel
- 1953 : Rue de l'Estrapade, de Jacques Becker : Jacques Christian
- 1954 : Le Chevalier de la nuit, de Robert Darène : Le châtelain
- 1955 : Du rififi chez les hommes, de Jules Dassin : Tony le Stéphanois
- 1955 : Les héros sont fatigués, d'Yves Ciampi : François Séverin
- 1955 : Le Couteau sous la gorge, de Jacques Séverac : Marc Hourtin
- 1956 : La Châtelaine du Liban, de Richard Pottier
- 1957 : La Roue, d'André Haguet et Maurice Delbez : Pierre Pelletier
- 1957 : Celui qui doit mourir, de Jules Dassin : Priest Fotis
- 1957 : Quand la femme s'en mêle, d'Yves Allégret : Henri Godot
- 1957 : La Déroute, d'Adonis Kyrou - documentaire - (voix off)
- 1958 : Tamango de John Berry : Docteur Corot
- 1958 : Cette nuit-là, de Maurice Cazeneuve : André Reverdy
- 1958 : Les Jeux dangereux, de Pierre Chenal : Fournier
- 1960 : La fièvre monte à El Pao, de Luis Buñuel : Aejandro Gual
- 1960 : Meurtre en 45 tours, d'Étienne Périer : Maurice Faugères
- 1960 : Le Sahara brûle, de Michel Gast : Wagner
- 1961 : Vendredi 13 heures (An einem Freitag um halb zwölf), d'Alvin Rakoff : Gypo
- 1961 : Les Menteurs, d'Edmond T. Gréville : Paul Dutraz
- 1961 : Le Jeu de la vérité, de Robert Hossein : Jean-François Vérate
- 1961 : Le Jour le plus long : le contre-amiral Robert Jaujard
- 1962 : Les Frères corses (I Fratelli Corsi), d'Anton Giulio Majano : Gerolamo Sagona
- 1962 : Le crime ne paie pas de Gérard Oury, sketch L'Affaire Hughes : Ernest Vaughan
- 1962 : Le Sang des autres, de Mario Marret (Court métrage) : (voix off)
- 1962 : Chasse à la Mafia (Rififí en la ciudad), de Jesús Franco : Maurice Leprince
- 1963 : La Cage, de Robert Darène : Rispal
- 1963 : La Soupe aux poulets, de Philippe Agostini : Commissaire Beronnet
- 1964 : L'Homme de Rio, de Philippe de Broca : Prof. Norbert Catalan
- 1964 : Un soir... par hasard, d'Yvan Govar : Piort
- 1965 : Sursis pour un espion, de Jean Maley : Dr. Roussel
- 1965 : Thomas l'imposteur, de Georges Franju : Pasquel-Duport
- 1966 : Les Centurions (Lost Command), de Mark Robson : General Melies
- 1966 : Avec la peau des autres, de Jacques Deray : Weigelt
- 1968 : Coplan sauve sa peau, d'Yves Boisset : Saroghu
- 1968 : Requiem pour une canaille (Qualcuno ha tradito), de Franco Prosperi : Jean
- 1968 : Les Hommes de Las Vegas (Las Vegas, 500 millones), d'Antonio Isasi Isasmendi : Gino
- 1970 : Peau d'âne, de Jacques Demy : (voix off)
- 1971 : Paul Delvaux ou les femmes défendues, d'Henri Storck : (voix off)
- 1971 : La Plus Longue Nuit du diable (La Notte più lunga del diavolo), de Jean Brismée Baron von Rhoneberg
- 1973 : L'Affaire Crazy Capo , de Patrick Jamain : Joseph Marchesi
- 1974 : Le Seuil du vide de Jean-François Davy : De Gournais
- 1974 : La Couleur de la mer, de Gilles Béhat (Court-métrage)
- 1974 : Le Protecteur, de Roger Hanin : Ancelin
- 1976 : Un tueur, un flic, ainsi soit-il... de Jean-Louis van Belle : Forzi

### Télévision
- 1966 : Le train bleu s'arrête 13 fois (Série TV) (épisode Menton : Le fugitif) : L'homme
- 1968 : Les Dossiers de l'agence O (Série TV) (épisode Le docteur Tant-pis) : Docteur Maupin
- 1971 : Der Man aus London (Téléfilm) : Maloin
- 1974 : Le comte Yoster a bien l'honneur (Série TV) (épisode Les intrus) : Fernando Kreutz

## Théâtre
- 1931 : Le Mal de la Jeunesse de Ferdinand Bruckner, au Théâtre du Marais de Bruxelles mise en scène de Raymond Rouleau avec une reprise au Théâtre de l'Œuvre à Paris.
- 1933 : Métro de Patrick Kearney, adaptation de Georges Janin, mise en scène de Georges Janin et Jean Servais, décor de Félix Labisse au Studio des Champs-Elysées
- 1936 : L'Éblouissement de Constance Coline, mise en scène de Vladimir Sokoloff au Théâtre des Arts
- 1938 : Juliette de Jean Bassan, mise en scène Paulette Pax, Théâtre de l'Œuvre
- 1938 : Le Jardin d'Ispahan de Jean-Jacques Bernard, mise en scène Paulette Pax, Théâtre de l'Œuvre
- 1938 : L'Homme de nuit de Paul Demasy, mise en scène Paulette Pax, Théâtre de l'Œuvre
- 1939 : Pas d'amis, pas d'ennuis de S. H. Terac, mise en scène Paulette Pax, Théâtre de l'Œuvre

- 1942 : L'Enchanteresse de Maurice Rostand, mise en scène Paulette Pax, Théâtre de l'Œuvre
- 1948 : Thermidor de Claude Vermorel, mise en scène de l'auteur, Théâtre Pigalle
- 1949 : Le Pain dur de Paul Claudel, mise en scène André Barsacq, Théâtre de l'Atelier
- 1949 : Antigone de Jean Anouilh, mise en scène André Barsacq, Théâtre de l'Atelier
- 1949 : Héloïse et Abélard de Roger Vaillant, mise en scène Jean Marchat, Théâtre des Mathurins

- 1950 : La Répétition ou l'Amour puni de Jean Anouilh, mise en scène Jean-Louis Barrault, Théâtre Marigny
- 1951 : Bacchus de Jean Cocteau, Théâtre Marigny
- 1951 : Lazare d'André Obey, mise en scène Jean-Louis Barrault, Théâtre Marigny
- 1952 : La Répétition ou l'Amour puni de Jean Anouilh, mise en scène Jean-Louis Barrault, Théâtre des Célestins
- 1952 : L’Échange de Paul Claudel, mise en scène Jean-Louis Barrault, Théâtre des Célestins
- 1953 : Pour Lucrèce de Jean Giraudoux, mise en scène Jean-Louis Barrault, Théâtre Marigny
- 1953 : Médée de Jean Anouilh, mise en scène d'André Barsacq, Théâtre de l'Atelier
- 1955 : Volpone de Jules Romains et Stefan Zweig d’après Ben Jonson, mise en scène Jean-Louis Barrault, Théâtre Marigny
- 1955 : Judas de Marcel Pagnol, mise en scène Pierre Valde, Théâtre de Paris
- 1959 : Ouragan sur le Caine de Herman Wouk, mise en scène André Villiers Théâtre des Célestins

- 1960 : La Nuit du 9 mars de Jack Roffey et Gordon Harbord, adaptation Roger Féral, mise en scène Henri Soubeyran, Théâtre des Ambassadeurs
- 1962 : Hedda Gabler d'Henrik Ibsen, mise en scène Raymond Rouleau, Théâtre Montparnasse
- 1965 : Le Fil Rouge de Henry Denker, mise en scène Raymond Rouleau, Tournées Baret
- 1966 : Partage de midi de Paul Claudel, mise en scène Jean-Louis Barrault, Odéon-Théâtre de France
- 1966 : Marat-Sade de Peter Weiss, mise en scène Jean Tasso et Gilles Segal, Théâtre Sarah-Bernhardt
- 1968:  Le Disciple du Diable  de George Bernard Shaw, mise en scène Jean Marais, Théâtre de Paris

- 1970 :  Le Ciel est en bas de János Nyíri, mise en scène János Nyíri, Théâtre de l'Athénée
- 1971 : L'Amante anglaise de Marguerite Duras, mise en scène Claude Régy, Théâtre Récamier
- 1971 : Jeux d'Enfants de Robert Marasco, mise en scène de  Raymond Gérôme, Théâtre Hébertot, avec Curd Jurgens et Raymond Gérôme

## Radio
- 1956 : Le jongleur, fiction radiophonique de Alexandre Rivemale : Le jongleur (voix)

## Disque
- Voix du Colonel Olrik dans le disque 33 tours Le Secret de l'Espadon[6]
- Voix de Long John Silver dans le disque 33 tours L'Île au trésor (1960)